# Dwór Odrowążów w Krakowie
Dwór Odrowążów – zabytkowy budynek znajdujący się w Krakowie, w dzielnicy I przy ul. Grodzkiej 60, na Starym Mieście.

## Historia
W średniowieczu w miejscu obecnego budynku znajdowały się dwa gotyckie domy. Północny został wzniesiony przez Dobrogosta Nowodworskiego około 1395 roku. Na przełomie XIV i XV wieku przeszedł na własność kanoników kapituły poznańskiej. Budynek południowy wybudowano w XV wieku z fundacji rodu Odrowążów. W XVI wieku zakupili oni także dom północny i połączyli oba budynki w jeden renesansowy pałac miejski. W 1541 Anna mazowiecka, żona Stanisława Odrowąża ze Sprowy sprowadziła do Krakowa Mikołaja Reja, który pod mecenatem księżnej mieszkał i tworzył w budynku do 1569 roku. W XVII wieku gmach przeszedł w ręce rodu Tarnowskich, a następnie Ostrogskich. W 1617 księżna Anna Ostrogska przekazała go w ręce zakonu Karmelitów Bosych. Od 1816 budynek jest własnością parafii ewangelickiej. Od tego momentu był trzykrotnie przebudowywany: w latach 1869–1870, w 1932 i 1938. 
22 sierpnia 1988 Dwór Odrowążów został wpisany do rejestru zabytków. Znajduje się także w gminnej ewidencji zabytków.